# Gare de Redditt
Cet article possède un paronyme, voir Reddit.
La gare de Redditt est une gare ferroviaire canadienne de la ligne principale transcontinentale du Canadien National. Elle est située à proximité de la communauté de Redditt (en) dans la partie non-organisée du territoire de la ville de Kenora dans le territoire du nord-ouest de la province de l'Ontario.
C'est un point d'arrêt Via Rail Canada desservi par Le Canadien.

## Situation ferroviaire
Établie à 327 mètres d'altitude, la gare de Redditt est située sur le corps principal de la ligne transcontinentale du Canadien National, entre les gares de Farlane et de Minaki.

## Service des voyageurs

### Accueil
Point d'arrêt non géré (PANG) de Via Rail Canada.

### Desserte
Redditt est desservie, sur réservation, par le train baptisé Le Canadien.

### Intermodalité
La gare est à environ 200 mètres du village de la communauté de Redditt.